# Teorema di Talete (cerchio)
In geometria, il teorema di Talete è un teorema riguardante un triangolo inscritto in un cerchio.

## Enunciato

Triangolo ABC inscritto

Il triangolo ABC inscritto in una semicirconferenza, con lato AC coincidente con il diametro e il vertice B appartenente alla circonferenza stessa, è un triangolo rettangolo.

## Dimostrazione

Notiamo che l'angolo di vertice B, avente lati per AB e BC, non è altro che un angolo alla circonferenza insistente sull'arco AC. L'angolo al centro (di centro O), insistente sullo stesso arco AC, è evidentemente uguale a un angolo piatto. Per un noto teorema di geometria, un angolo alla circonferenza è pari alla metà dell'angolo al centro (supposto che l'arco sul quale i due angoli insistono sia il medesimo), ovvero nello specifico un mezzo dell'angolo piatto (angolo retto). Pertanto il citato angolo (alla circonferenza) di vertice B (o, in altre parole, l'angolo di vertice B formato dai lati AB e BC del triangolo inscritto) è un angolo retto: il triangolo ABC, dunque, non può altro che essere rettangolo.